# Kay Hanley
Kay Hanley (Boston, Massachusetts, 11 de septiembre de 1968) es una intérprete y cantante de rock alternativo. Es conocida por ser la vocalista del grupo Letters to Cleo.
Hanley nació en Dorchester, un barrio de Boston, Massachusetts. Curiosamente, se crio en la calle de Donnie y Mark Wahlberg. Fue miembro de Letters To Cleo de 1990 a 2000 (la duración de la existencia de la banda). Ella dio el nombre a la banda (ya que encontró una caja con cartas, la caja tenía como nombre Letters To Cleo). En 1997, ella comenzó a trabajar en otros proyectos alternos a la banda, comenzando con un papel en la Boston Opera Rock en la obra Jesucristo Superstar como María Magdalena.

## Carrera
En 1999, Hanley se interpretó a sí misma en la película 10 Things I Hate About You, cantando la canción de Nick Lowe "Cruel to be Kind" donde una de los personajes es fan de su grupo. Hacia el final de Letters To Cleo, comenzó a realizar con su marido y sus compañeros de Letters To Cleo y Michael Eisenstein fuera de la banda. Alrededor del mismo tiempo, dio a luz a su hija, Zoe.
A partir de su carrera en solitario, Hanley hizo la música para la serie de dibujos animados Generation O! (Generación O) en el año 2000. Asimismo, interpretó la voz cantando de Rachael Leigh Cook (Josie) en la película Josie y las Pussycats . En 2002, lanzó su primer álbum en solitario,Cherry Marmalade. Ese mismo año, ella apareció en el CD Dropkick Murphys /Face to Face, proporcionando voz como invitada en la versión original de la canción Dropkick Murphys. Asimismo, realizó la canción "Follow Me" ("Sígueme") para el videojuego Sonic Heroes en 2003. En 2004 publicó un "The Dirty Glass". Ella está muy involucrada con la caridad de Boston. Se encuentra actualmente en Los Ángeles en la banda de tías, the Dilettantes, con Michelle Lewis. En 2004, ella y su esposo Michael Eisenstein tuvieron a su segundo hijo, Henry Aaron, el nombre dado en honor del jugador de béisbol Hank Aaron y su amor por el béisbol.
En agosto de 2005, Hanley anunció en su sitio que grabaría la canción de Iggy Pop "Lust for Life" para la banda sonora de la película de Reese Witherspoon Just Like Heaven. En septiembre de 2005, ella apareció en The Tonight Show with Jay Leno, cantando una canción acerca de enamorarse en un Starbucks.
Ella es muy popular entre los aficionados de los New England Patriots, ya que cada vez que ha cantado el Himno Nacional en el Gillette Stadium los Patriotas han ganado[cita requerida]. Ha cantado en ocho ocasiones a partir de enero de 2007 con el mayor número de victorias, incluida los playoffs de los Patriotas en 2006 y 2007.
Canto el tema principal de la película Mis amigos, Tigger y Pooh, un programa de media hora de Disney Channel que se estrenó el Playhouse Disney el 12 de mayo de 2007 y "We Are The Care Bears" de Care Bears: Oopsy Does It!.
En el día de acción de gracias de 2007, Hanley cantó "Caring Changes The World" en el Macy's Thanksgiving Day Parade (Desfile de acción de gracias de Macy´s) junto al globo de los Care Bears acompañada de una guitarra eléctrica. Hanley se encuentra de gira junto a Miley Cyrus para los conciertos y eventos de Hannah Montana.
Lanzó el álbum Weaponize el 27 de mayo del 2008. A partir de 2010, Hanley se ha asoció con el músico/productor Linus of Hollywood y formó una nueva banda llamada Palmdale. Su primer EP, Get Lost, se estrenó el 23 de marzo de 2010. En 2011, Hanley fue la vocalista de la canción de Bowling For Soup "I've Never Done Anything Like This" de su nuevo álbum Fishin' for Woos.

## Discografía
| Año  | Título                                      | Sello             |
| ---- | ------------------------------------------- | ----------------- |
| 2001 | Josie and the Pussycats (soundtrack)        | Sony              |
| 2002 | Cherry Marmalade                            | Zoe Records       |
| 2003 | The Paradise - Boston, MA 5/30/03 (En vivo) | Instant Live      |
| 2004 | The Babydoll EP                             | Instant Live      |
| 2004 | The Paradise - Boston, MA 8/26/04 (En vivo) | Instant Live      |
| 2005 | Just Like Heaven (soundtrack)               | Sony              |
| 2006 | Kay Hanley / Scamper split single CD        | De Guerre/Scamper |
| 2008 | Weaponize                                   | De Guerre         |

## Filmografía
| Año  | Título                     | Rol                         | Tipo               |
| ---- | -------------------------- | --------------------------- | ------------------ |
| 1999 | 10 Things I Hate About You | Cantante de Letters to Cleo | Cameo              |
| 2000 | Generation O!              | Molly O                     | Serie de TV        |
| 2001 | Josie and the Pussycats    | Josie McCoy                 | Voz de la cantante |
| 2014 | Parks and Recreation       | Herself                     | Cameo              |

## Otras lecturas
- MacNeil, Jason. "Kay Hanley (enlace roto disponible en Internet Archive; véase el historial, la primera versión y la última).". Allmusic. 9 de abril de 2004.